# Жигульский, Кирилл Матвеевич
Кири́лл Матве́евич Жигу́льский (18.03.1914, Лужково, Лаганский улус, Астраханская губерния, Российская империя (ныне Лаганский район, Калмыкия) — 14.08.1984 г., Каспийский, Калмыцкая АССР (ныне Лагань, Калмыкия)) — Герой Советского Союза, участник Великой Отечественной войны.

## Биография
Кирилл Жигульский родился 18 марта 1914 года в крестьянской семье. Окончил 4 класса начальной школы. С февраля 1932 года работал в колхозе.
В 1940 году Кирилл Жигульский был призван в ряды Красной Армии. 22 июня 1941 года принял участие в сражении с противником на государственной границе СССР. До июня 1943 года служил шофёром 33-й инженерной бригады Западного фронта. Несколько раз был ранен; после излечения снова вставал в строй. С июля 1943 года красноармеец К. М. Жигульский воевал мотористом, затем катеристом 87-го отдельного моторизованного понтонно-мостового батальона 65-й армии. За мужество и героизм, проявленный при форсировании реки Одер 20-21 апреля 1945 года, был удостоен звания Героя Советского Союза. Закончил войну в Германии. 
После демобилизации жил и работал в посёлке Каспийский (ныне Лагань).

## Подвиг
С 19 по 21 апреля 1945 года во время форсирования реки Одера возле города Штеттин (ныне Щецин, Польша) в составе 65-й армии 2-го Белорусского фронта Кирилл Жигульский управлял катером и понтонами. В течение двух суток без смены и отдыха он не покидал управляемые им плавательные средства. В ночь с 20 на 21 апреля Кирилл Жигульский под сильным огнём переправлял на противоположный берег боеприпасы, танки и пушки. За двое суток он совершил 52 рейса. В один из рейсов снаряд попал в катер и Кирилл Жигульский, пренебрегая своей безопасностью и жизнью, на виду врагов ликвидировал повреждение и продолжал перевозить оружие наступающим войскам, чем способствовал закреплению плацдарма на берегу Одера.

## Награды
- Золотая Звезда (№ 5553) — награждён 29 июня 1945 года указом Президиума Верховного Совета СССР;
- орден Ленина.

## Память
- В Элисте на Аллее героев установлен барельеф Кирилла Жигульского.